# マックス・クリスティアンゼン
マックス・クリスティアンゼン（Max Christiansen、1996年9月25日 - ）は、ドイツ・シュレースヴィヒ＝ホルシュタイン州フレンスブルク出身のプロサッカー選手。ハノーファー96所属。ポジションは、ミッドフィールダー。

## 経歴

### クラブ
2010年、13歳でホルシュタイン・キールの下部組織に入団。1年後、ハンザ・ロストックに移籍。
2014年から3. リーガ所属のトップチームに昇格。3月、シュトゥットガルト・キッカーズ戦でスタメン出場しトップチームデビュー。首位を走るチームにおいてレギュラーを務めた。2014–15シーズン冬、ロストックは財政難に見舞われ選手を売却する必要に迫られた。クリスティアンゼンは2. ブンデスリーガのFCインゴルシュタット04に50万ユーロで移籍、2018年までの3年半契約を結んだ。
2019年7月26日、SVヴァルトホーフ・マンハイムへ移籍。
2021年5月25日、SpVggグロイター・フュルトにフリー移籍で加入し、2年契約を結んだ。
2023年、ハノーファー96に2年契約で移籍した。

### 代表
U-17世代からドイツ代表に選ばれている。U-20ドイツ代表ではキャプテンを務め、6試合に出場した。
リオデジャネイロオリンピックのメンバーにも選出され、銀メダルを獲得した。

## タイトル
FCインゴルシュタット04
- 2. ブンデスリーガ : 2014–15